# Eunicella albicans
Eunicella albicans is een zachte koraalsoort uit de familie Gorgoniidae. De koraalsoort komt uit het geslacht Eunicella. Eunicella albicans werd in 1865 voor het eerst wetenschappelijk beschreven door Kolliker. 